# WWF Invasion
WWF Invasion was een professioneel worstel-pay-per-view (PPV) evenement dat georganiseerd werd door de Amerikaanse worstelorganisatie World Wrestling Federation (WWF. nu WWE). Dit evenement vond plaats op 22 juli 2001 in het Gund Arena in Cleveland, Ohio. Dit evenement was oorspronkelijk gepland om Fully Loaded te heten, zoals werd aangekondigd tijdens het King of the Ring evenement, dat onmiddellijk voorafging aan Invasion, hoewel de beslissing om Fully Loaded te vervangen in mei werd genomen. Invasion was de eerste pay-per-view met de doorlopende Invasion verhaallijn, waarin worstelaars van de WWF het opnamen tegen The Coalition, een gecombineerde kracht van worstelaars van World Championship Wrestling (WCW) en Extreme Championship Wrestling (ECW), later bekend als The Alliance. Op het evenement stonden WWF worstelaars tegenover WCW- en ECW worstelaars
De hoofd wedstrijd was een 5-tegen-5 tag team wedstrijd tussen het team WWF (Steve Austin, Kurt Angle, Chris Jericho, The Undertaker & Kane) en team WCW/ECW (Booker T, Diamond Dallas Page, Rhyno & Dudley Boyz).

## Wedstrijden
| Nr.                                                                          | Match | Winnaar(s)                                         |
| ---------------------------------------------------------------------------- | --- | -------------------------------------------------- |
| -                                                                            | Scotty 2 Hotty vs. Chavo Guerrero in een één-op-één match                                                                                          | Chavo Guerrero                                     |
| 1                                                                            | Lance Storm & Mike Awesome vs. Edge en Christian in een tag team match                                                                             | Edge en Christian                                  |
| 2                                                                            | Earl Hebner vs. Nick Patrick in een een-op-eenmatch met Mick Foley (als speciale gast scheidsrechter)                                              | Earl Hebner                                        |
| 3                                                                            | The APA vs. Sean O'Haire & Chuck Palumbo in een tag team match                                                                                     | The APA                                            |
| 4                                                                            | X-Pac vs. Billy Kidman in een één-op-één match | Billy Kidman                                       |
| 5                                                                            | William Regal vs. Raven in een één-op-één match | Raven                                              |
| 6                                                                            | Chris Kanyon, Shawn Stasiak & Hugh Morrus vs. Billy Gunn, The Big Show & Albert in een tag team match                                              | Chris Kanyon, Shawn Stasiak & Hugh Morrus          |
| 7                                                                            | Tazz vs. Tajiri in een één-op-één match | Tajiri                                             |
| 8                                                                            | Jeff Hardy (c) vs. Rob Van Dam in een één-op-één match voor het WWF Hardcore Championship                                                          | Rob Van Dam (nc)                                   |
| 9                                                                            | Torrie Wilson & Stacy Keibler vs. Trish Stratus & Lita in een Bra en Panties match met Mick Foley als scheidsrechter                               | Trish Stratus & Lita                               |
| 10                                                                           | Steve Austin, Kurt Angle, Chris Jericho, The Undertaker & Kane vs. Booker T, Diamond Dallas Page, Rhyno & Dudley Boyz in een Inaugural Brawl match | Booker T, Diamond Dallas Page, Rhyno & Dudley Boyz |
| (c) huidige kampioen voor en na de match \| (nc) nieuwe kampioen na de match | |                                                    |